# Echt (Limburg)

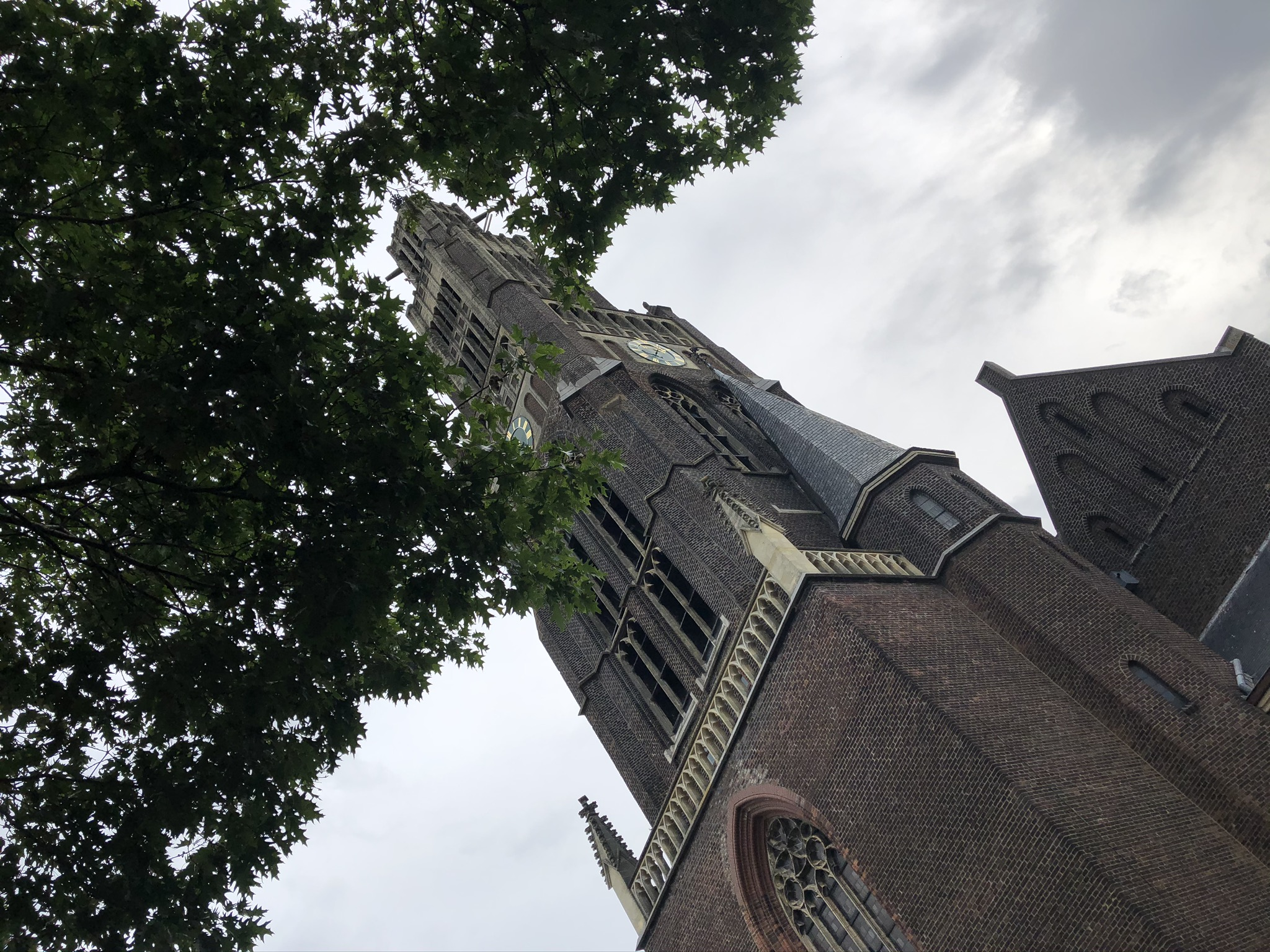

Echt (Limburgs: Ech) is een kleine stad in de gemeente Echt-Susteren, provincie Limburg (Nederland). De plaats telt 14.810 inwoners (1 januari 2023) en heeft een oppervlakte van ongeveer 75,13 km².

## Geschiedenis
Reeds in de 7e eeuw is Echt bekend als dorp, dan behorend tot het Graafschap Loon. Tussen 928 en 939 geeft Gerberga van Saksen, dochter van Hendrik de Vogelaar, zuster van de latere keizer Otto I en gehuwd met hertog Giselbert II van Lotharingen, devilla Echt ("Ettha") en de kerk aldaar aan de Sint-Servaasbasiliek te Maastricht. De inkomsten van de villa en de kerk maakten deel uit van de prebendes van de aan die kerk verbonden kanunniken.
Reeds voor 950 bezat de villa Echt ("Ehti") tolrecht. Uit een akte gedateerd 7 oktober 950 blijkt dat koning Otto I (de latere keizer Otto I de Grote) het tolrecht verplaatst naar Kessel door het aan zijn leenman Ansfried te schenken.
In 1075/1076 ontving Gerard IV Flamens van Wassenberg, vanaf 1096 bekend als Gerard I van Gelre, de villa Echt in leen van Albert III, graaf van Namen en onderhertog van Neder-Lotharingen. Een oorkonde van keizer Hendrik IV uit 1087 geeft echter een ander beeld van deze schenking: volgens de Maastrichtse proost Godschalk van Aken zou  Gerardus IV Flamens de kerk van Echt ("Echta") illegaal in bezit hebben genomen ("invaserat"), terwijl deze toebehoorde aan het Sint-Servaaskapittel. Bij vonnis van het keizerlijk vorstengerecht van Aken ("Aquisgrani") werd de kerk van Echt teruggeven aan het Maastrichtse kapittel.
Het zegel van de schepenen van Echt wordt voor het eerst genoemd op 29 juni 1259. Het oudst bewaarde exemplaar is een schepenbankszegel dat met een tegenzegel hangt aan een akte van 12 december 1277. Echt behoort dan tot het Overkwartier van het graafschap Gelre. De schepenbank bestond uit zeven rechters, de schepenen, met de scholtis als voorzitter. De schepenen waren grondeigenaren, ingezetenen van het dorp Echt. Tot de schepenbank Echt behoorden de kerspels (parochies) Echt, Maasbracht, Roosteren, Ohé en Laak.
Op 1 december 1343 bezegelde Echt met haar zegel het verbond van de steden van Gelder en Zutphen. Echt wordt in de oorkonde samen met Erkelenz afzonderlijk genoemd waaruit blijkt dat Echt en Erkelenz formeel (nog) geen stadsrechten hadden. Waarschijnlijk zijn de stadsrechten voor 1494 verkregen. Echt viel onder de Roermondse filliatie, de Echtse stadsrechten waren ontleend aan de Roermondse en Echt moest 'ter hoofdvaart' in Roermond. Uit een bron van 1590 blijkt dat Echt deel uitmaakt van de Staten van het Overkwartier van Gelder, waarmee ze tot de steden gerekend werd. Echt werd gerekend tot de kleine steden, de zogenaamde Minderstädte. Kleine steden waren juridisch en economisch opzicht minder geprivilegieerd dan grote steden als Roermond.
Er was een omwalling met poorten en het had een hospitaal en lakenhal. Na de tweede helft van de 13e eeuw werd de stadsgracht aangelegd. Bij de Zuiderpoort zelfs een dubbele. Later, na de vele verwoestingen door oorlogen en de pest werd Echt meestal als dorp aangeduid. Pas in 1630 werd het consequent door de schepenbank zelf stad genoemd. Echt heeft voor die tijd dus steeds stedelijke allure gehad. Vanaf de 13e eeuw was het na Roermond de belangrijkste stad in het Overkwartier van het hertogdom Gelre. Later hoorde het bij het Overkwartier of Spaans Opper-Gelre. Vanaf 1713 kwam het samen met enkele andere gemeenten als Staats-Opper-Gelre aan de Verenigde Provinciën. 

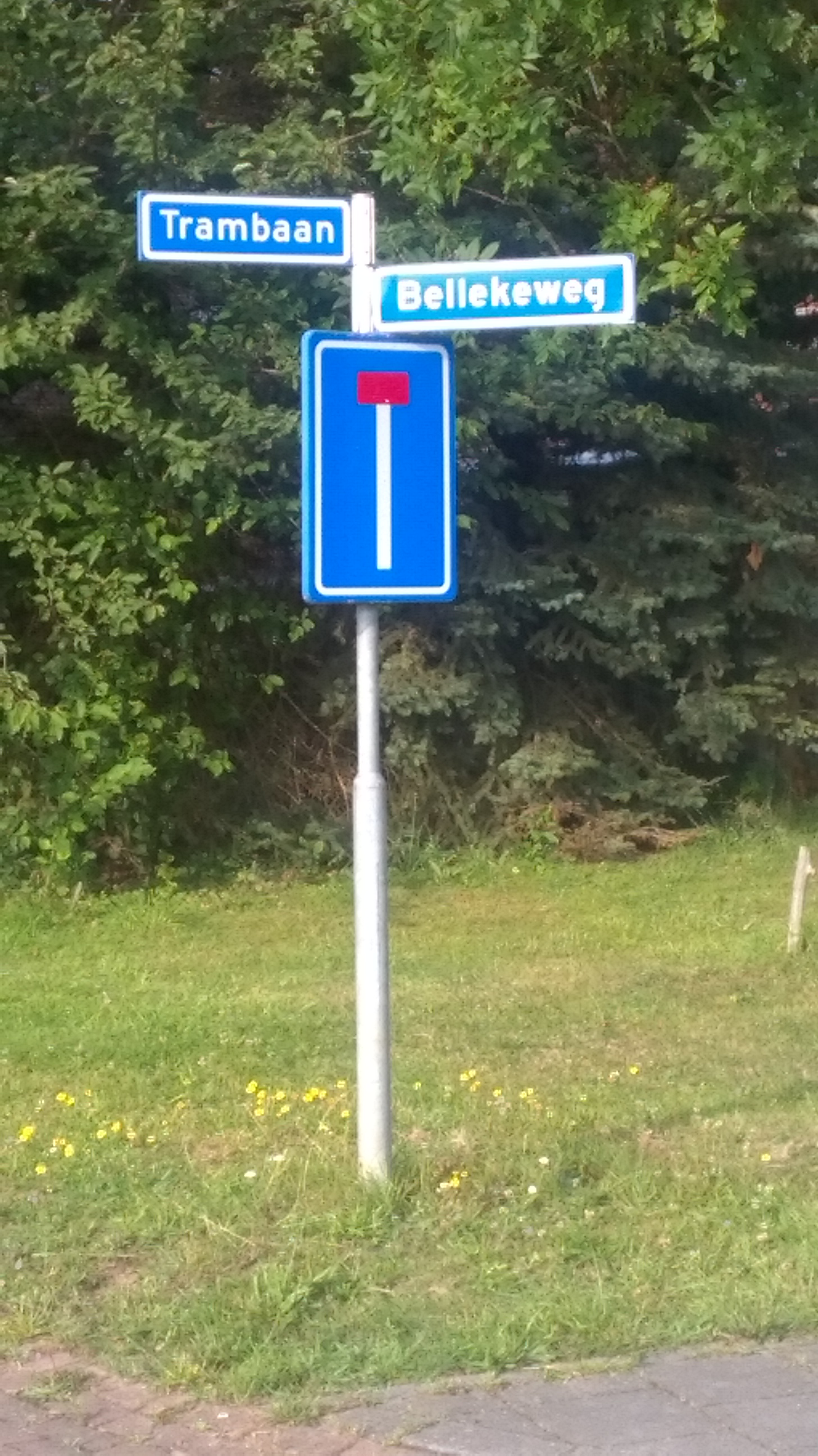
Straatnaambord Trambaan.

 In 1922 kwam de tramlijn Roermond - Sittard gereed. Het tramspoor liep over de Maasbrachterweg en Sint Janskamp. Bij de huidige straat Trambaan lag een tramstation met zeven sporen, een stationsgebouw met chefswoning, een locomotievenloods, een kolenpark, een losplaats, weegbrug en een perron voor veelading. Dagelijks reden er vijf trams per richting en een rit naar station Roermond duurde drie kwartier. Via de tramlijn werd veel vracht door Echt vervoerd. Pannenfabriek de Valk had een aansluiting op de tramlijn en ook liep er een spoor van station Echt en het tramstation over de Oude Trambaan, Gildelaan en Lindestraat. Over deze verbinding werd tussen 1929 en 1935 veel steenkool uit de Oostelijke Mijnstreek naar de haven van Maasbracht vervoerd. In 1937 werd de tramlijn opgeheven en de sporen opgebroken. De zijtak naar station Echt werd echter door de Nederlandse Spoorwegen overgenomen en hierdoor behield de pannenfabriek tot 1964 een spooraansluiting.
Echt is op 1 januari 2003 met Susteren gefuseerd en is nu onderdeel van de gemeente Echt-Susteren.

### Wapen van Echt
Vanaf in ieder geval 1277 voert ze een Andreaskruis op een schild met in elk van de 4 hoeken 3 herkruiste kruisjes. Echt heeft meerdere zegels waarin het wapen voorkomt. Ten eerste het schepenbankzegel dat met een tegenzegel aan een akte van 12 december 1277 hangt. . Dit is een van de oudst bewaarde originele schepenbankzegels in Nederland. Het tegenzegel toont een gebouw met een poort en toren. Het zegel komt voor het laatst voor in 1794, het tegenzegel voor het laatst in 1769. Vanaf ca. 1630 wordt dit eerste schepenbankzegel aangeduid als stads- en schepenambtszegel. Ten tweede was er het kleine schepenbankzegel dat gebruikt werd van 1609 - 1663.

### Zegels

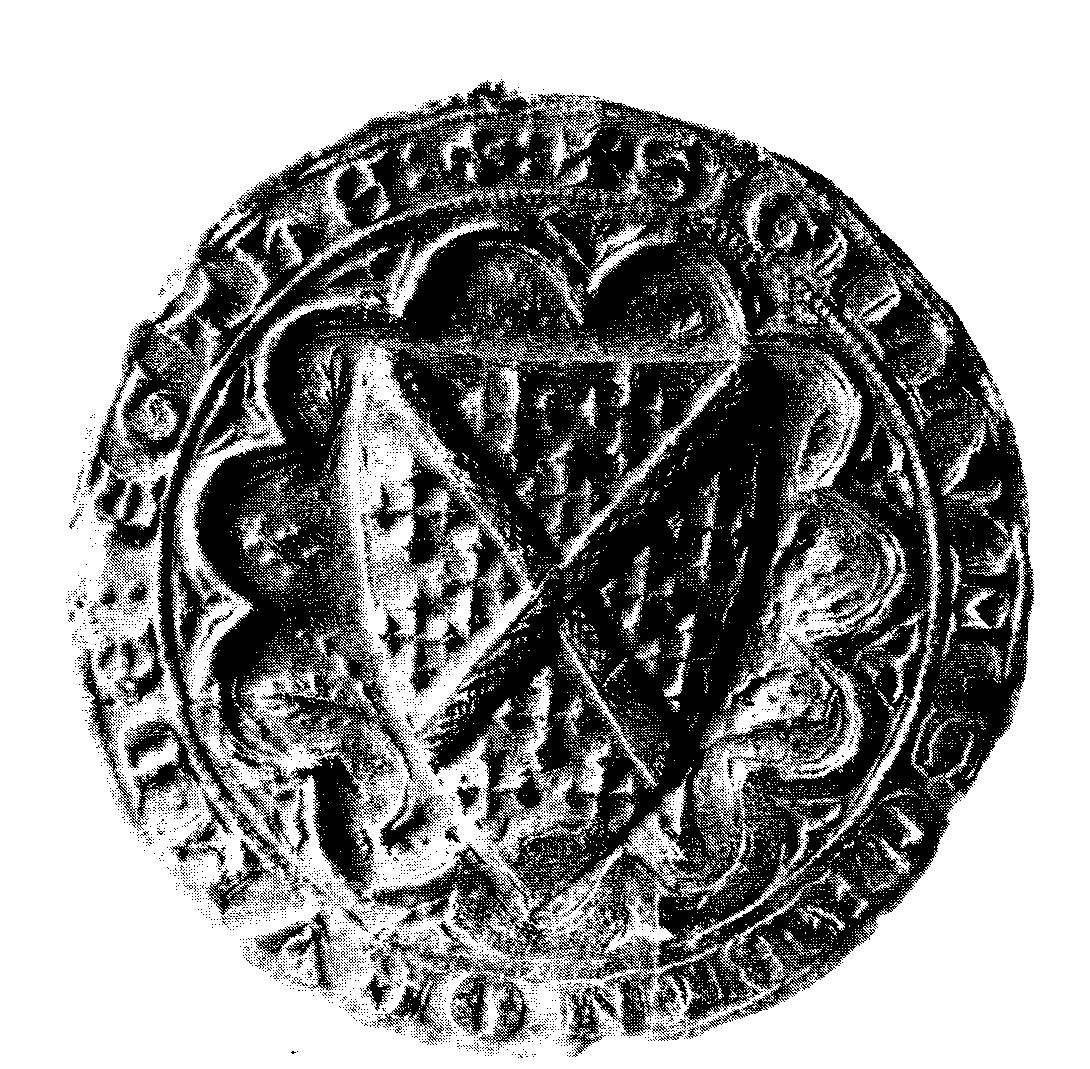
Schepenbankszegel (1277-1794). Omschrift: + SIGILLUM SCABINORUM DE EGTHE
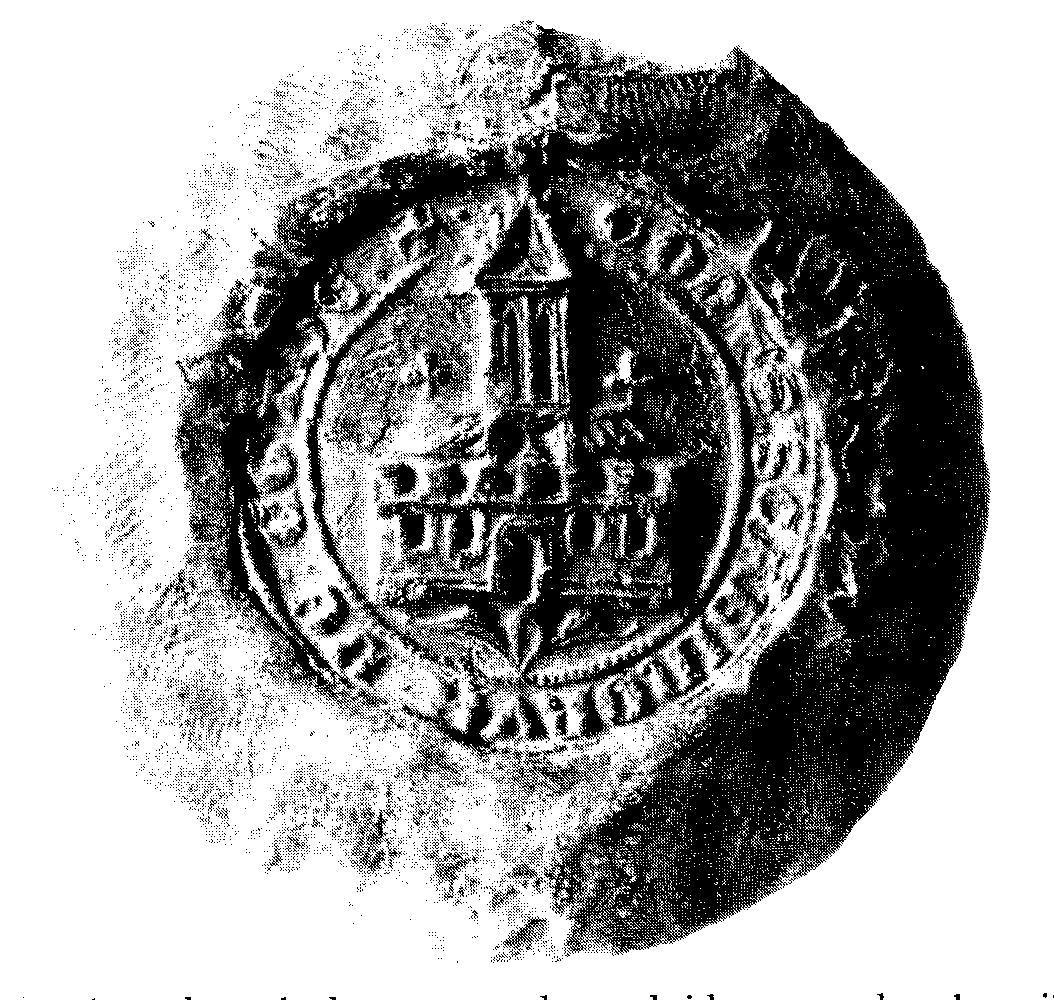
Tegenzegel (1277-1769). Omschrift: CONT(RA) S(IGILLUM) SCABINORUM DE EGTHE
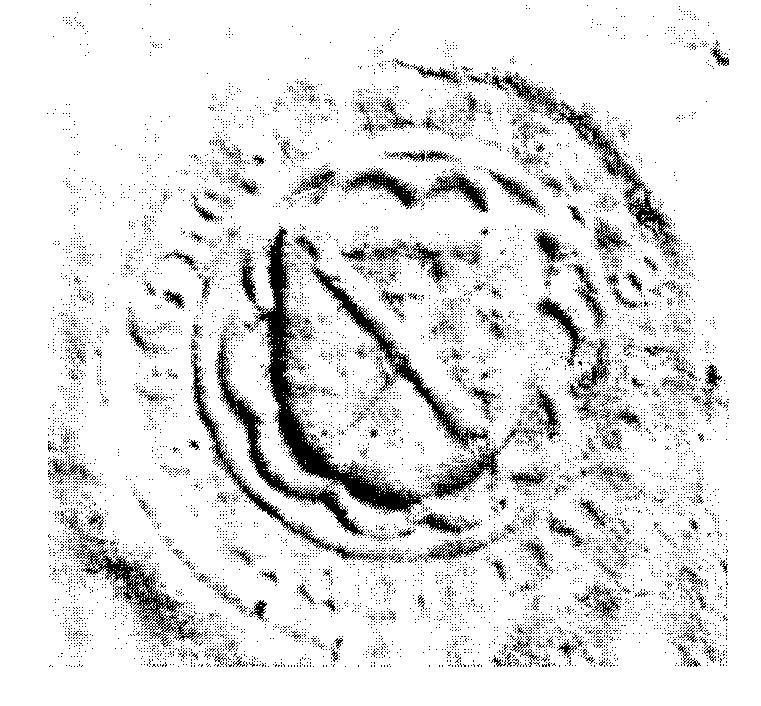
Tweede schepenbankszegel (1609-1663). Omschrift: sigillum schabinorum de ecthe

## Bezienswaardigheden
- De Sint-Landricuskerk

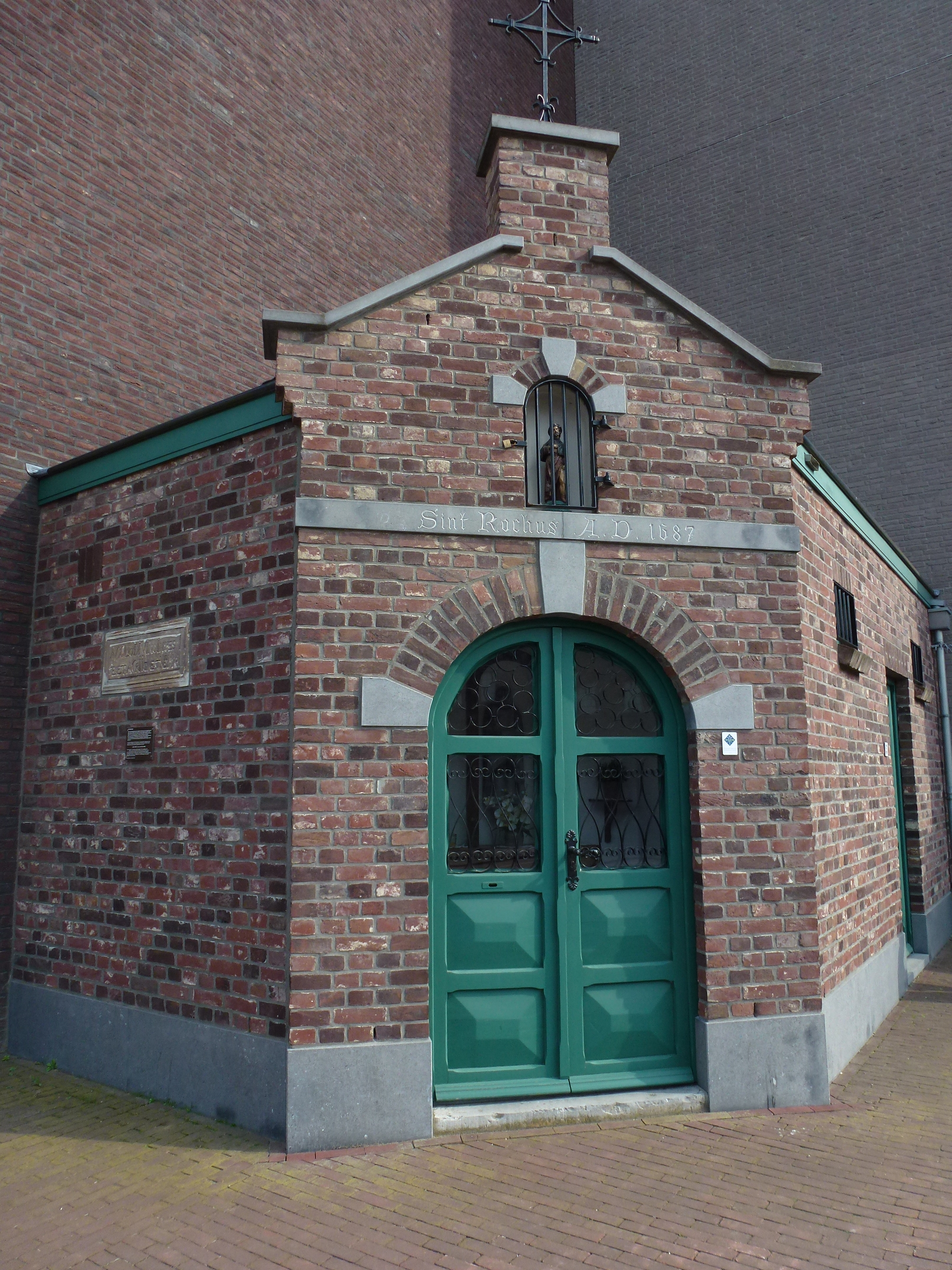
Sint-Rochuskapel

- Heilig Hartbeeld in een nis van de kerk,
- De Pius X-kerk uit 1959 is inmiddels gesloten en gesloopt.
- Karmelietessenklooster van 1879, bekend van Edith Stein
- Voormalig stadhuis aan Plats 1, van 1887, door J. Speetjens, in neorenaissancestijl. Dit voormalig stadhuis dat nu cultureel centrum en museum is, bevat onder meer het Museum van de Vrouw.
- Huis Verduynen aan Berkelaarsweg 15
- Grenspaal op het Vrijthof, uit 1551. Deze stond oorspronkelijk op de grens tussen Hertogdom Gulik en Hertogdom Gelre.
- Sint-Rochuskapel, bij Aasterbergerweg/Wijnstraat, gesticht in 1686. De huidige kapel is van 1910 en is aangebouwd tegen het cachot met drie cellen van de wachtkazerne. Een oude gevelsteen met chronogram aUXILIo DIVIno In peste et aCrI Igne tUeMUr (Mogen wij door Gods hulp bevrijd blijven van pest en zware brand-1687) werd ingemetseld in de nieuwe kapel.
- In de buurtschap Schilberg bevindt zich de Onze-Lieve-Vrouwekapel

Zie ook
- Lijst van rijksmonumenten in Echt

## Economie

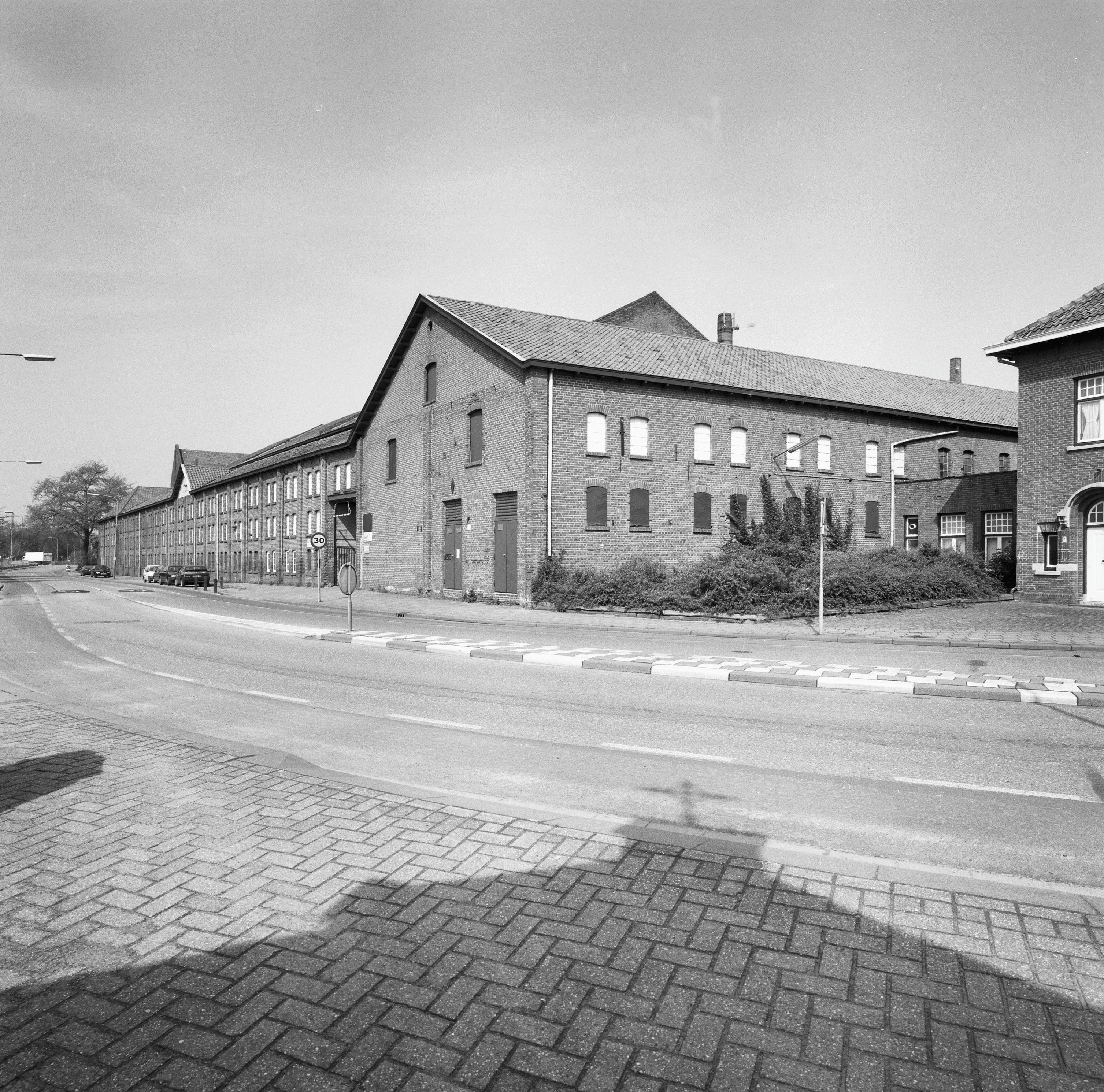
Pannenfabriek De Valk

Echt kende een bloeiende dakpannenindustrie. Omstreeks 1890 waren er 17 dakpannenfabrieken en in 1930 werden er 20 miljoen pannen gebakken. De benodigde leem werd onder meer gewonnen in De Doort.
- Aan Diepstraat 1 bevond zich De Valk, eerst een meelfabriek met molenaarshuis van 1875, in 1900 op kleiverwerking overgegaan. Opgericht door J. Meuwissen. Van 1915-1930 werd het huidige complex gebouwd dat ook twee schoorstenen omvat en ook bekend heeft gestaan als C.V. Dakpannen- en Kleiwarenindustrie De Valk. Hier werkten maximaal 350 mensen.
- Dakpannenfabriek Gebr. Cuypers, aan Kerkveldsweg Oost 23, werd gebouwd in 1919.
- Stoompannenfabriek Echt, opgericht in 1865, in 1969 werd de fabriek gesloten en vervolgens gesloopt om plaats te maken voor woningbouw.

Er zijn in Echt een tweetal bedrijventerreinen, namelijk De Berk ten noorden van de kom, en De Loop, ten westen van de kom, langs de snelweg en het Julianakanaal.

## Natuur en landschap
Echt ligt op het middenterras van de Maas, op een hoogte van ongeveer 28 meter. Ten westen van Echt liggen bedrijventerreinen, een autosnelweg en het Julianakanaal, terwijl de Oude Maas de feitelijke begrenzing vormde. In het zuiden is het mondingsgebied van de Geleenbeek in de Oude Maas, terwijl ook de Echter Molenbeek, de Middelsgraaf en de Nieuwe Graaf vlak voor de monding in de Geleenbeek terechtkomen. Ook natuurgebied De Doort ligt ten zuiden van Echt.
Naar het oosten toe is de buurtschap Schilberg en het kerkdorp Pey aan Echt vastgebouwd. Andere buurtschappen zijn Gebroek, Slek en Ophoven in het zuiden, Aasterberg in het westen, en Berkelaar in het noorden.

## Verenigingsleven
- Koninklijke Harmonie "St. Caecilia" Echt, opgericht in 1880.[14]
- Schutterij Sint Antonius Slek, opgericht 28 juni 1928, heropgericht in 1945. Een onderdeel van de schutterij is het Fluit- en Trommelkorps. Echt heeft een lange geschiedenis van schutterijen. De oudste is Schutterij Sint Landricus, opgericht in 1432, meermalen heropgericht en sinds eind jaren 1990 rustende, evenals de andere schutterijen in de voormalige gemeente Echt.[15]
- Zangvereniging Vriendenkoor in Echt, opgericht in 1868 als Liederentafel, heropgericht in 1900 als Vriendenkoor[16] en Herenkoor H. Landricus in Echt.
- Carnavalsvereniging De Aester, opgericht in 1959.[17]

## Geboren in Echt
- Johannes Antonius Hubertus Jennissen (1848-1934), burgemeester van Weerselo
- Jacques Gubbels (1920-2019), burgemeester van Roggel (1951-1983)
- Jan Vranken (1948-2025), jurist
- Ria Oomen (1950), politica
- Adrian van Hooydonk (1964), hoofd designafdeling bij BMW
- Willem Vissers (1964), chef-sport bij de Volkskrant en auteur
- Maud Hawinkels (1976), televisiepresentatrice
- Annefleur Bruggeman (1997), handbalster

## Topografie

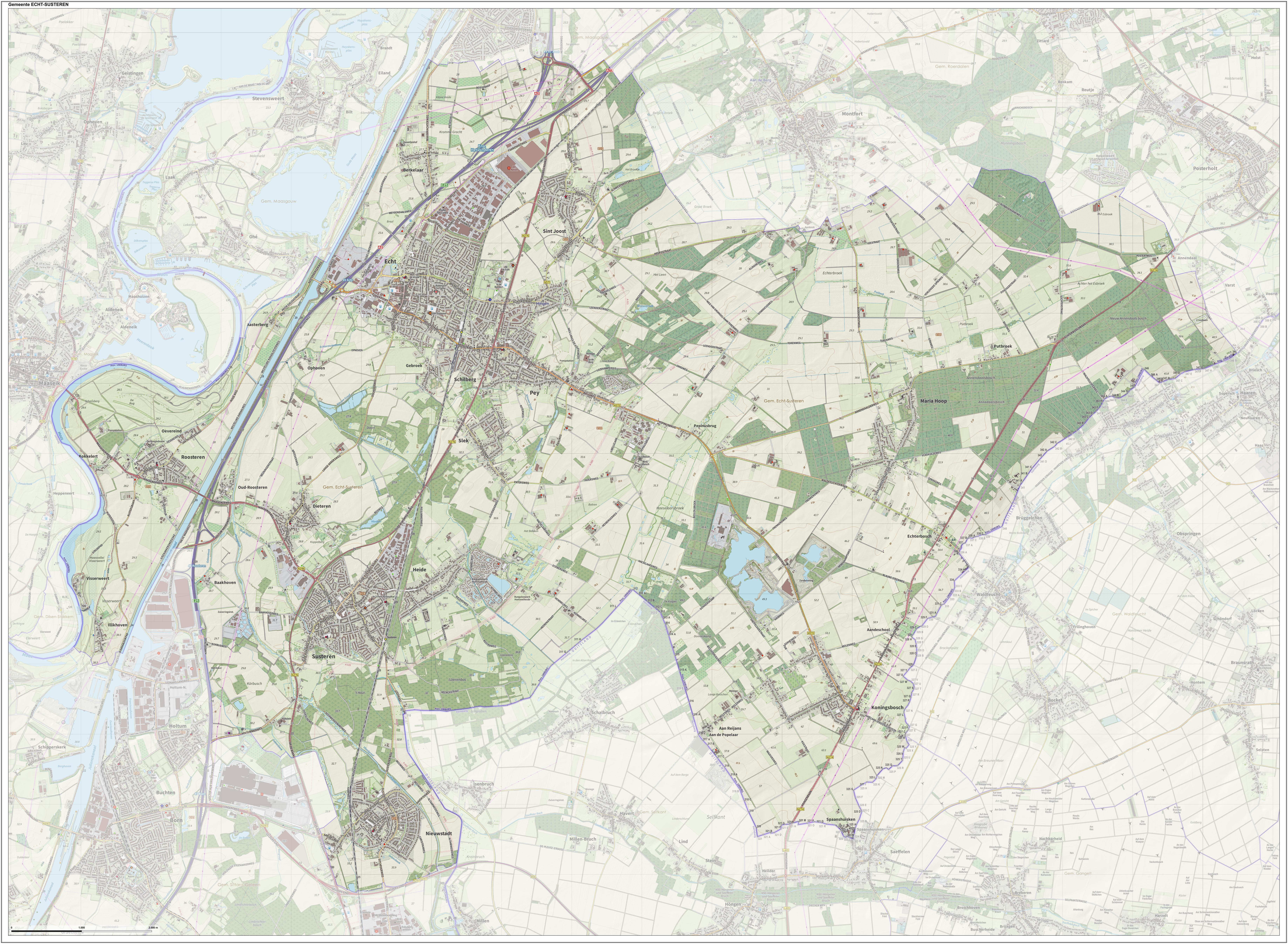
Gemeente Echt-Susteren

## Nabijgelegen kernen
Ohé en Laak, Roosteren, Dieteren, Pey, Maasbracht